# Курай (Республика Алтай)
Кура́й (алт. Курай) — село в Кош-Агачском районе Республики Алтай России. Административный центр Курайского сельского поселения.

## История
Курай был номинальной столицей Кёбёкского отока до 24 (12) января 1865 года, то есть до вхождения отока в состав России.
До 1907 года Курай являлся административным центром Второй Чуйской волости.

## Население
| 2010 | 2011 | 2012 | 2013 | 2014 | 2015 | 2016 |
| ---- | ---- | ---- | ---- | ---- | ---- | ---- |
| 514  | ↗516 | ↘504 | ↗507 | ↘489 | ↘456 | ↘427 |

Национальный состав
Согласно результатам переписи 2002 года, в национальной структуре населения алтайцы составляли 74 % от общей численности населения в 525 жителей